# الكسندر ر. هاميلتون
الكسندر ر. هاميلتون (بالإنجليزية: Alexander R. Hamilton)‏ هو فيزيائي أسترالي، ولد في 1967 في لندن في المملكة المتحدة.